# 38 Девы
38 Де́вы (лат. 38 Virginis), HD 111998 — двойная звезда в созвездии Девы на расстоянии приблизительно 109 световых лет (около 33,4 парсек) от Солнца. Возраст звезды определён как около 1,7 млрд лет.
Вокруг звезды обращается, как минимум, одна планета.

## Характеристики
Первый компонент (HD 111998A) — жёлто-белая звезда спектрального класса F5V, или F5, или F6V. Визуальная звёздная величина звезды — +6,11m. Масса — около 1,298 солнечной, радиус — около 1,459 солнечного, светимость — около 3,22 солнечной. Эффективная температура — около 6345 K.
Второй компонент (HD 111998B). Масса — около 0,8 солнечной. Орбитальный период — около 14454,4 суток (39,754 года). Удалён на 0,5 угловой секунды.

## Планетная система
В 2016 году группой астрономов, работающих в рамках программы HARPS, открыта планета 38 Девы b. Это газовый гигант, орбита которого находится в обитаемой зоне. Если у неё есть спутники, на них вполне может зародиться жизнь. По массе планета превосходит Юпитер в 4,5 раза. Она обращается на расстоянии 1,82 а.е. от родительской звезды, совершая полный оборот за 825,9 суток.